# Dilated Peoples

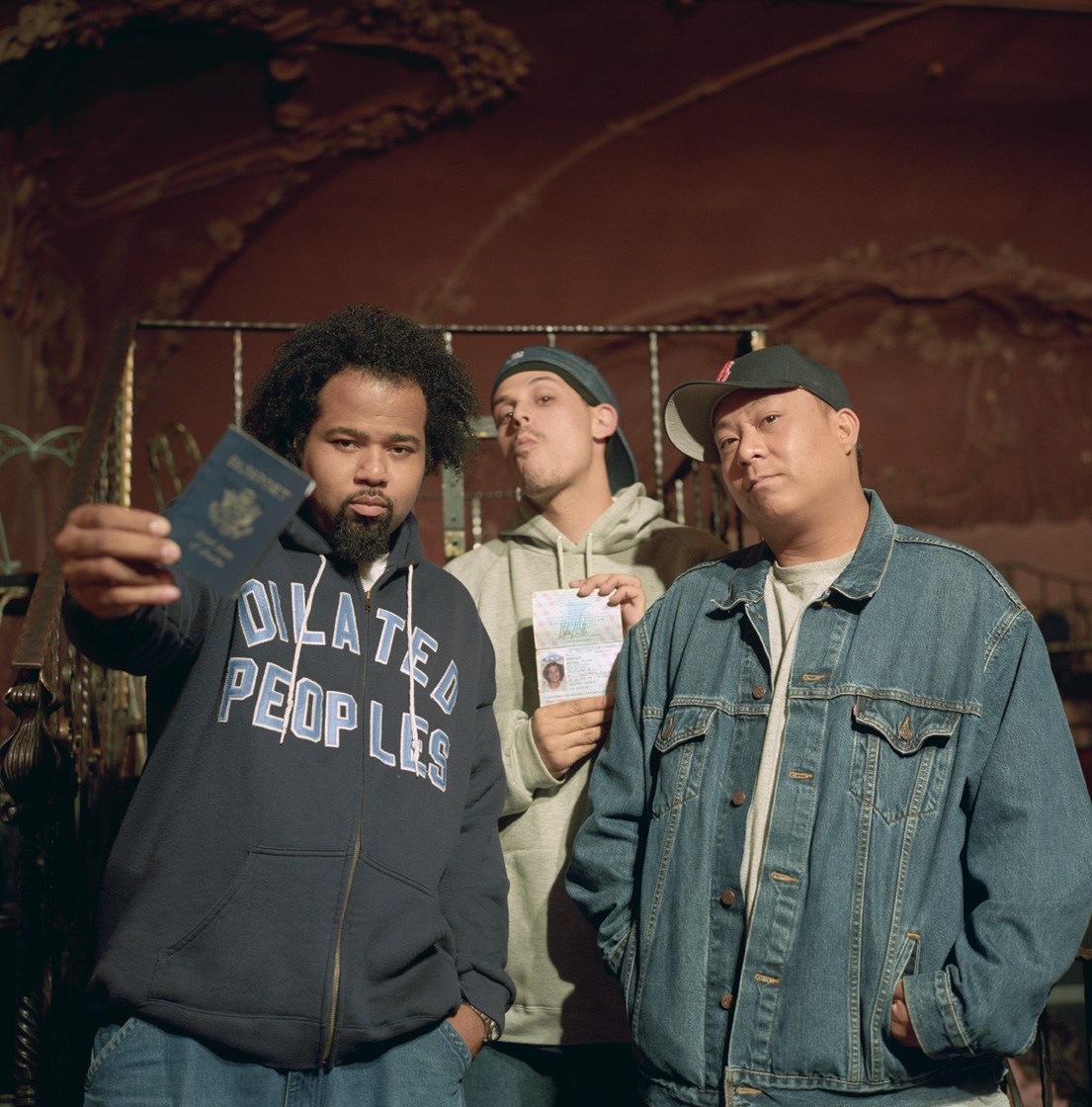
Dilated Peoples

Dilated Peoples is een underground hiphopgroep uit Los Angeles, Californië. In 2004 werden ze wereldwijd bekend met het nummer This Way, samen met Kanye West. Het nummer was afkomstig van het album Neighborhood Watch.
De groep bestaat uit twee rappers en een deejay: Rakaa Iriscience, Evidence en DJ Babu. Hoewel ze pas in 2004 bij het grote publiek doorbraken, is de groep al samen sinds 1992.

## Discografie
- The Platform (2000)
- Expansion Team (2001)
- Neighborhood Watch (2004)
- 20/20 (2006)
- The Release Party (2007)
- Directors of Photography (2014)